# Genadendal
Genadendal ist ein Ort in der Lokalgemeinde Theewaterskloof, im Distrikt Overberg der südafrikanischen Provinz Westkap.
2011 hatte Genadendal 5663 Einwohner. Der Ort liegt rund 110 Kilometer östlich von Kapstadt im Distrikt Overberg am Fuß der Riviersonderendberge mit den Gipfeln Uitkykkop (deutsch: „Aussichtskopf“, 1466 Meter hoch) und dem Jonaskop (deutsch: „Jonaskopf“, 1648 Meter hoch). Am Jonaskop findet man die weltweit größte Anzahl natürlich vorkommender Zuckerbüsche (Protea).
Die Missionssiedlung wurde 1738 begonnen. Ursprünglich trug sie nach der umgebenden Tallandschaft den Namen Bavianskloof, der 1806 in Genadendal wechselte.

## Geschichte

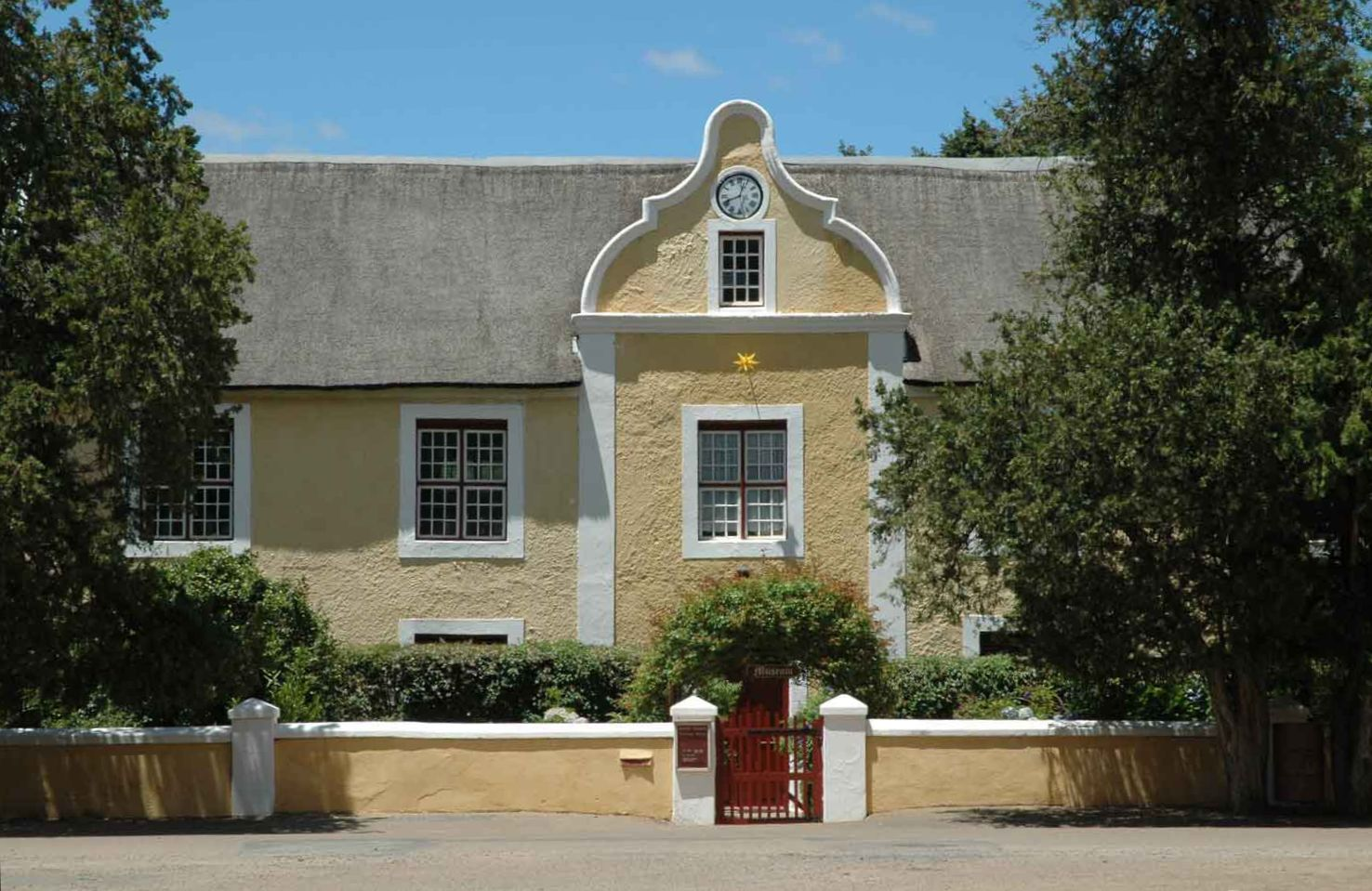
Das Museum in Genadendal

Genadendal war die erste Missionsstation im südlichen Afrika. Zwei reformierte Pfarrer in Amsterdam, van Alphen und Francis De Bruyn, übermittelten an die Herrnhuter ihre Bitte um Missionstätigkeit im südlichen Afrika, nachdem sie über die Lebensverhältnisse der Khoikhoi (im Original: „Hottentotten“) am Kap erfahren hatten. Der deutsche Missionar Georg Schmidt wurde 1737 von der Herrnhuter Brüdergemeine in die Kapkolonie geschickt, um den Khoikhoi das Evangelium zu verkünden. Er kam am 9. Juli 1737 in Kapstadt an. Dort hielt er sich einige Monate auf, konnte jedoch in dieser Umgebung seinen Missionsauftrag nicht erfüllen. Darum zog er im April 1738 in die von Europäern noch nicht besiedelte Baviaanskloof (deutsch: „Paviansschlucht“). Genadendal wurde 1738 gegründet, nachdem Schmidt selbst am 23. April 1738 in der Baviaanskloof angekommen war.
Georg Schmidt veranlasste zur Eigenversorgung der Station die Anlage von Gärten. Deren Bewässerung erfolgte durch Kanäle mit Wasser aus dem nahen Sonderend River (deutsch: „Fluss ohne Ende“). Durch diese Anlagen kam erstmals die indigene Bevölkerung in der Kapregion mit Bewässerungslandwirtschaft der Europäer in Verbindung. Nach 1744 blieb das Bewässerungssystem weiter in Betrieb, verfiel aber Jahre später.
Schmidt verließ 1744 die Kapkolonie, nachdem er sich wachsendem Druck des Klerus der Niederländischen Reformierten Kirche in Kapstadt ausgesetzt sah. Diese hatte ihm zuvor das Taufen der von ihm bekehrten Khoisan untersagt, da er nach deren Regularien nicht als ordinierter Geistlicher galt.
1792 kamen die Nachfolger Schmidts, die ordinierten Pfarrer Marsveld, Schwinn und Kühnel, nach Genadendal. Sie fanden noch die Khoikhoi-Frau Vehettge Tikkuie, genannt Moeder Lena, vor, die eine von Schmidt zurückgelassenen Bibel besaß. Während dieser Zeit begann auch die Wiederinbetriebnahme des Bewässerungsfeldbaus im Umfeld der Missionsstation unter Mitwirkung der Coloureds und Khoikhoibevölkerung. Diese Form der Landwirtschaft gab den Anstoß für ähnliche Anlagen im nahen Tal des Boesmanskloof River bei Greyton.
1820 wurde die zweite solide Steinbrücke im Kapland in Genadendal über den Sonderend River mit dem Namen Beinbrecht-Brücke eingeweiht. Johann Daniel Beinbrecht war von 1815 bis 1824 Pfarrer in Genadendal und im Nebenberuf Kupferschmied.
1831 wurde die erste Schule gebaut, 1837 die erste Schule in Südafrika für Lehrer und Nationalgehilfen gegründet. In diesem Gebäude befindet sich heute das Genadendal Museum. 1883 wurden zum ersten Mal drei frühere Schüler der Gehilfenschule zu Missionaren ordiniert. 1891 wurden die ersten nicht-weißen Lehrer an der Gehilfenschule selbst angestellt.
In der 1859 eingerichteten Druckerei (niederländisch: Genadendalse Drukkery) wurden die ersten afrikaanssprachigen Druckerzeugnisse Südafrikas erstellt. Die auch „Küchen-Holländisch“ genannte Mischung aus dem niederländischen Dialekt der Buren und den Sprachen ihrer Sklaven war eine Art lingua franca, mit der sich Herren und Sklaven verständigten. Daraus entstand das heutige Afrikaans, die Muttersprache der Nachkommen beider Seiten.
Das Genadendal Museum (früher Moravian Mission Museum) ist das einzige Museum in Südafrika, dessen Inhalt zum „Nationalen Schatz“ erklärt wurde.
Nelson Mandela benannte 1995 den dienstlichen Wohnsitz des südafrikanischen Präsidenten in Kapstadt in Genadendal um (Genadendal Residence, zuvor Westbrook). Am 10. Oktober 1995 besuchte er Genadendal.

## Genadendal in der Literatur
1966 erschien von Bernhard Krüger unter dem Titel The Pear Tree Blossoms, The History of the Moravian Church in South Africa 1737–1869 dessen Dissertationsschrift (Genadendal and its satellites: a history of the Moravian Mission stations at the Cape, 1737–1869) an der Rhodes-Universität, worin er die Geschichte der Moravian Church in Südafrika von 1737 bis 1869 beschreibt.